# Bezblaszkowce

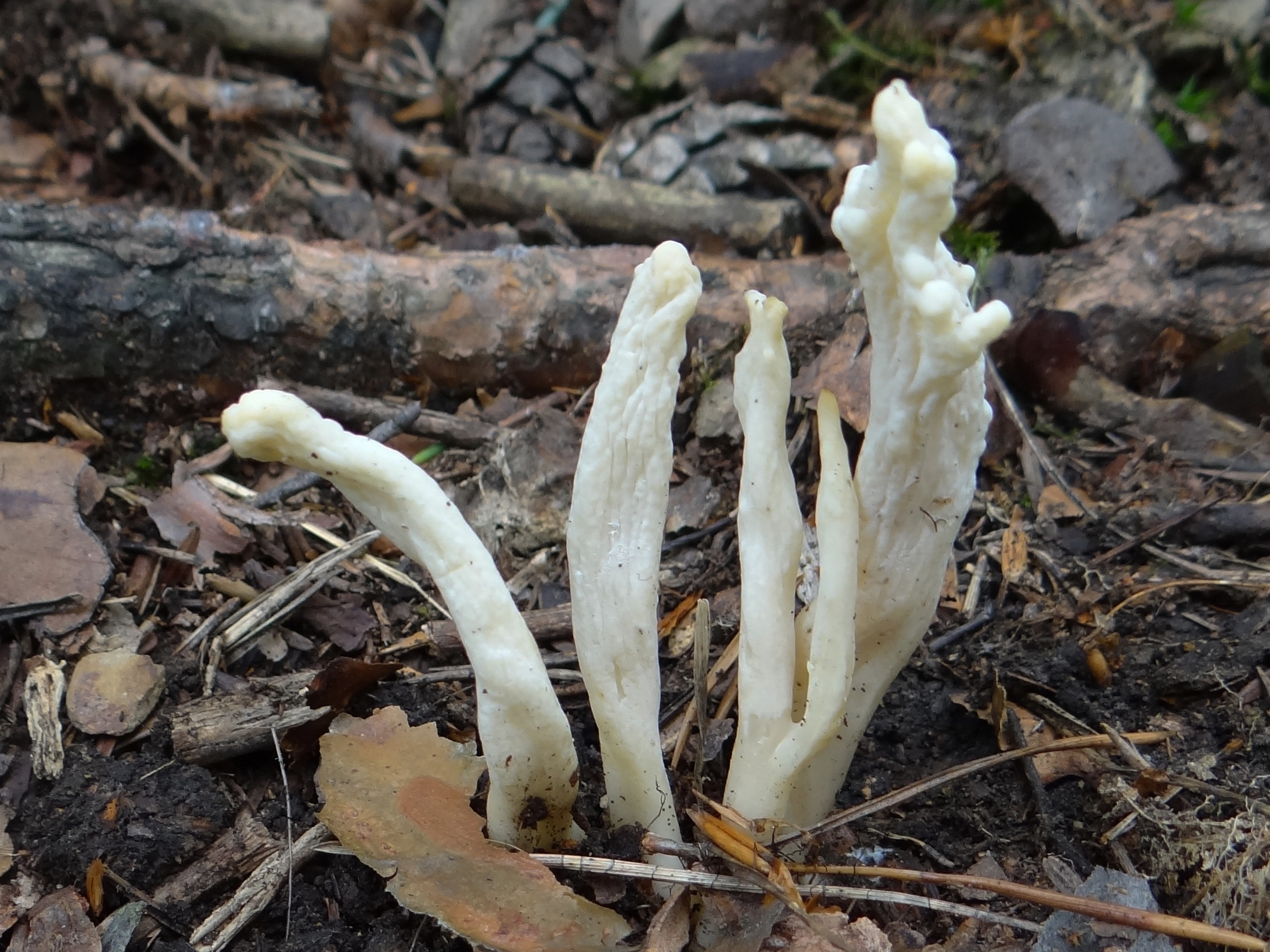
Goździeńczyk pomarszczony

Aphyllophorales Rea – przestarzały takson grzybów w randze rzędu, należący do ówczesnej klasy podstawczaków (Basidiomycetes). W Polsce dawniej nazywany był  bezblaszkowcami. Obecnie nazywa się je grzybami afylloforoidalnymi i nie są już taksonem, lecz nieformalną grupą morfologiczno-biologiczną.

## Charakterystyka
Takson ten został utworzony, aby wyodrębnić z ówczesnego rzędu pieczarkowców (Agaricales) grzyby wielkoowocnikowe nie posiadające hymenoforu blaszkowego (pozostawiono w nim jednak podrząd Boletineae z grzybami borowikopodobnymi). Zawierał m.in. grzyby o owocnikach nadrzewnych, konsolowatych lub rozpostartych oraz naziemnych, krzaczkowatych lub maczugowatych. 

## Taksonomia
Rząd ten został wyodrębniony przez Carletona Reę w 1922. Dokonał on podziału podstawczaków na 4 rzędy: Agaricales, Aphyllophorales, Gasteromycetales i Heterobasidiomycetes. Do Aphyllophorales zaliczył rodziny Clavariaceae, Cyphellaceae, Fistulinaceae, Hydnaceae, Meruliaceae, Polyporaceae, Polystictaceae i Thelephoraceae.
Według klasyfikacji Waltera Jülicha z 1984 r. zaliczano rodziny: powłocznikowate (Corticiaceae), gnilicowate (Coniophoraceae), siatkolistowate (Gomphaceae), Koralówkowate|gałęziakowate (Ramariaceae), goździeńcowate (Clavariaceae), goździeńczykowate (Clavulinaceae), koronówkowate (Clavicoronaceae), buławkowate (Clavariadelphaceae), piórniczkowate (Pterulaceae), szmaciakowate (Sparassidaceae), kielichownicowate (Podoscyphaceae), chropiatkowate (Thelephoraceae), kolcownicowate (Bankeraceae), kolczakowate (Hydnaceae), soplówkowate (Hericiaceae), ząbkowcowate (Steccherinaceae), szyszkogłówkowate (Auriscalpiaceae), pieprznikowate (Cantharellaceae), ozorkowate (Fistulinaceae),  lakownicowate (Ganodermataceae), szczecinkowcowate (Hymenochaetaceae), rozszczepkowate (Schizophyllaceae), jodłownicowate (Bondarzewiaceae) i żagwiowate (Polyporaceae).
Pod koniec XX w. klasyfikacja taksonomiczna oparta na molekularnych badaniach filogenetycznych wyparła całkowicie wcześniejszą, uwzględniającą ten takson. 